# Jaakko Kuusisto
Pour les articles homonymes, voir Kuusisto.
Jaakko Kuusisto (né le 17 janvier 1974 à Helsinki et mort le 23 février 2022 à Oulu) est un violoniste, chef d'orchestre et compositeur finlandais.

## Biographie
Jaakko Kuusisto étudie à l'académie Sibelius et l'université de l'Indiana à Bloomington puis est premier violon de l'orchestre symphonique de Lahti de 1998 à 2012.
Son père est le compositeur Ilkka Kuusisto, son grand-père le compositeur Taneli Kuusisto (en) et son frère le violoniste Pekka Kuusisto.
Il meurt le 23 février 2022 des suites d’une tumeur du cerveau, diagnostiquée en 2020.

## Carrière

### Violoniste
Violoniste, Jaakko Kuusisto s'est produit comme soliste avec  presque tous les orchestres de Finlande et il est un invité régulier des festivals d'été.
À l'étranger, il a joué comme soliste entre autres avec l'orchestre du Minnesota, l'orchestre national de Belgique, l'orchestre symphonique allemand de Berlin, l'orchestre symphonique écossais de la BBC, l'orchestre philharmonique de Malaisie (en) et l'orchestre symphonique de Sydney.
Il a enregistré des concerts pour violon de Bach avec Pekka Kuusisto et les concerts pour violon d'Einojuhani Rautavaara et d'Aulis Sallinen.
Il a aussi enregistré toute l'œuvre de jeunesse pour violon de Jean Sibelius.

### Chef d'orchestre
Jaakko Kuusisto a dirigé des concerts de l'orchestre symphonique de Lahti.
Il a été chef d'orchestre invité entre autres de l'orchestre symphonique de la radio finlandaise, du Tapiola Sinfonietta, de l'orchestre de chambre d'Ostrobotnie, de l'orchestre de concert de la BBC (en), de l'Orchestre philharmonique royal de Liège, de l'orchestre symphonique de Trondheim, de l'orchestre symphonique national estonien, de l'orchestre symphonique et universitaire de Lausanne et de l'Orchestre de chambre de Lituanie.
Il a été chef d'orchestre des orchestres municipaux de Tampere, Vaasa, Jyväskylä, Kuopio, Pori et Joensuu.
De 2005 à 2009, il est le chef d'orchestre invité principal de l'orchestre symphonique d'Oulu.
Il est chef principal de l'orchestre philharmonique de Kuopio jusqu'à sa mort.

### Compositeur
Les compositions de Jaakko Kuusisto sont les suivantes :
- Koirien Kalevala, opéra pour toute la famille
- Prinsessan och vildsvanarna, opéra pour enfant
- Makuukamariooppera, pour deux chanteurs et piano
- Jouluevankeliumi, pour chœur d'enfants et orchestre
- Play, pour violon, clarinette, violoncelle et piano
- Play II, violon, alto, violoncelle et piano
- Play III, pour quatuor à cordes
- Loisto, pour violon et piano
- Musique du film Täällä Pohjantähden alla
- Leika [« Jeu »], pour orchestre, op. 24 (2010)
- Wiima, pour orchestre à cordes
- Serenadi, pour chœur de chambre et harpe
- Concerto pour violon, pour violon et orchestre (2011–2012) — dédié à la violoniste Elina Vähälä (en)
- Miniö, pour violon et contrebasse
- Leirintäalueooppera, pour deux chanteurs et piano
- Jurmo, pour piano solo
- Elämälle, opéra d'Oskar Merikanto